# 陽思謙
陽思謙（16世紀—17世紀），字光甫，號谷納，又號生白，湖廣宝庆府新化縣人，明朝政治人物。同进士出身。

## 生平
十一月十六日生，治書经。萬曆二十二年甲午科鄉試第六十五名舉人，二十三年（1595年），登乙未科會試第一百三十三名，廷試三甲第九十七名進士，刑部觀政，本年八月授任四川铜梁縣知縣。二十八年本省同考，三十年升户部主事，三十一年养病。三十四年補原职，三十七年徐州管倉，本年升员外郎，三十八年升郎中，万历三十九年，擔任泉州府知府。任內重修《泉州府志》。四十一年告病。四十四年起補紹興知府，四十五年升山東副使，四十六年致仕。

## 家族
曾祖陽祥麒，廪生。祖陽壽元，选贡、县丞。父陽律。母胡氏。重庆下。弟思讓（庠生）、思誠、思調。娶李氏，子晓生、曜生、暄生。